# Pterocarpus officinalis
Espèce
Classification APG III (2009)
Pterocarpus officinalis est une espèce de plantes à fleurs de la famille des Fabacées (ou légumineuses). C'est un arbre qu'on trouve dans les forêts marécageuses du Mexique, de l'Amérique centrale, des Antilles et d'Amazonie.
En Guadeloupe, il est nommé sang-dragon (sandragon), mangle-médaille, palétuvier ou mangle-rivière. En Guyane on l'appelle  moutouchi-marécage (créole guyanais), mutusi sĩ (Wayampi), muhut (Palikour), mututi-branco (portugais du Brésil), wata-gwegwe, sabana-gwegwe (nengue tongo), mutusi (kali'na).
Les noms vernaculaires font assez souvent référence à la couleur rouge sang de sa gomme, « dragon's blood » (anglais médical ancien), « blood-wood » (Panama), « sangre de drago » ou « sangregado » (Guatemala et Nicaragua), « sangrillo » (Costa Rica), « Pallo de poyo » (Porto Rico).

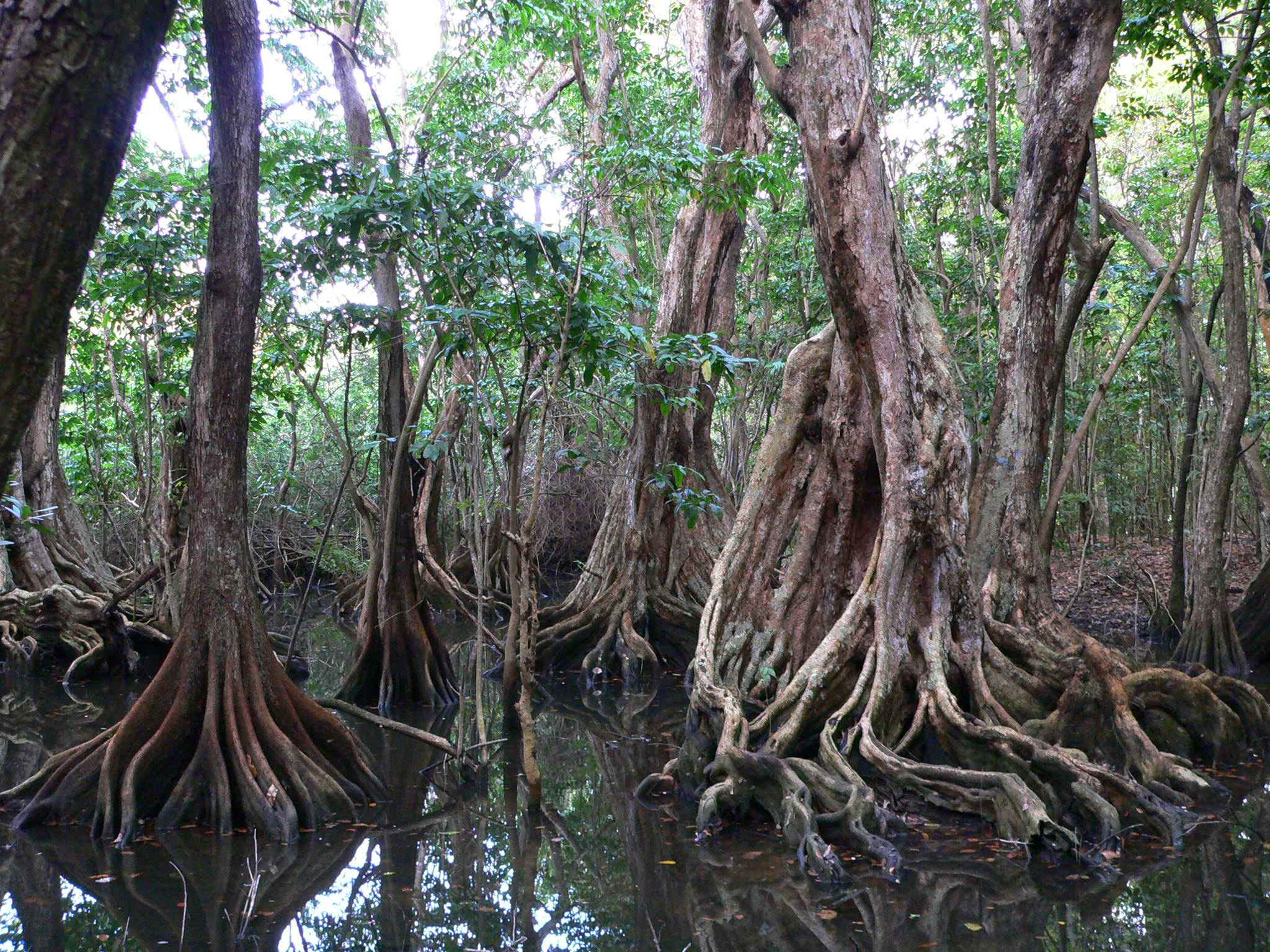
Pterocarpus officinalis dans la forêt marécageuse du littoral en Guadeloupe.

## Étymologie et nomenclature
Le nom de genre Pterocarpus dérive du grec πτερον pteron « plume d'aile », καρπος karpos « fruit » en raison de ses fruits ailés. L'épithète spécifique officinalis dérive du latin officina « atelier, officine », terme appliqué aux plantes officinales entrant dans la matière médicale vendue en officines.
La première description botanique valide est l’œuvre de  Nikolaus Joseph von Jacquin, un botaniste néerlandais du XVIIIe siècle qui participa à une expédition scientifique dans les Caraïbes et en Amérique centrale de 1754 à 1759. Il publia sa description dans Selectarum Stirpium Americanarum Historia en 1763. Sa résine rouge sang qui est habituellement utilisée à Carthagène a reçu l'appellation de Sangre de Dragon, par analogie d'aspect avec le remède traditionnel de la pharmacopée européenne.

## Synonymes
Selon The Plant List, les synonymes sont
- Lingoum officinale (Jacq.) Kuntze
- Moutouchi crispata (DC.) Benth.
- Moutouchi suberosa Aubl.
- Pterocarpus belizensis Standl.
- Pterocarpus crispatus DC.
- Pterocarpus draco L.
- Pterocarpus hemipterus Gaertn.
- Pterocarpus moutouchi Poir.
- Pterocarpus suberosus (Aubl.) Pers.

## Description

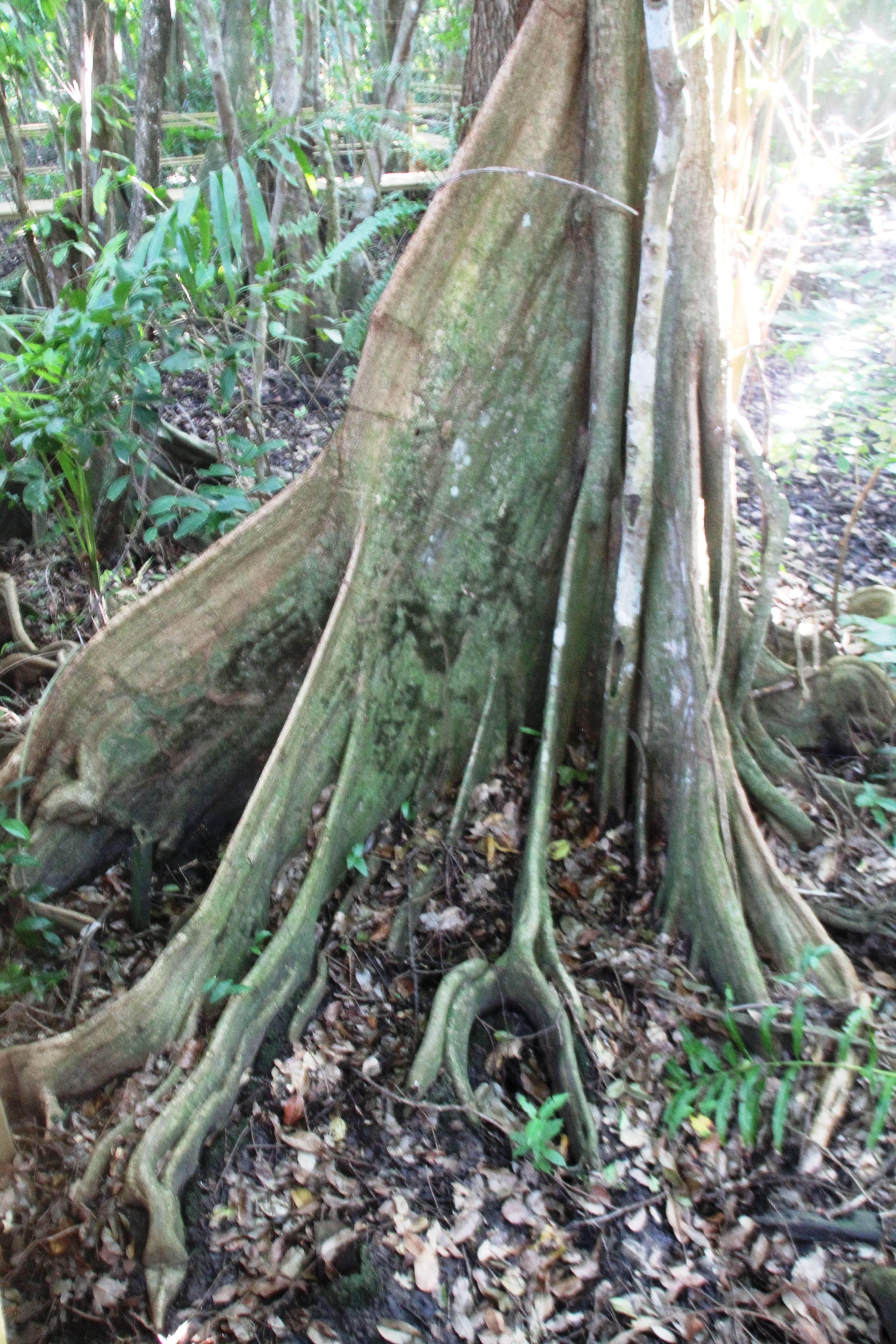
Contreforts de Pterocarpus officinalis.

Toutes les espèces du genre Pterocarpus sont arborescentes. Le genre comprendrait 20 espèces  distribuées à travers les tropiques, notamment en Afrique centrale et dans l'archipel malais. La plupart des espèces sont inféodées aux milieux humides.
P. officinalis est un arbre qui peut atteindre 30 m de hauteur et possède de larges contreforts s'élevant parfois à 5 m sur le tronc. Adulte, il peut avoir une base de 5 ou 6 m de largeur. Le système racinaire est toujours superficiel et limité dans son extension horizontale aux buttes générées par l'accumulation de litière au pied des grands arbres.
Le modèle architectural du genre Pterocarpus est celui de Troll. Les arbres de ce modèle ont des axes entièrement plagiotropes, tous équivalents, ce qui entraîne une très grande souplesse morphogénétique. La croissance d'axes surnuméraires (réitérés) forme de nombreuses fourches. Cette capacité à réitérer, confère à P. officinalis un avantage sélectif en termes de restauration du couvert forestier après des dégâts de cyclone tropical.

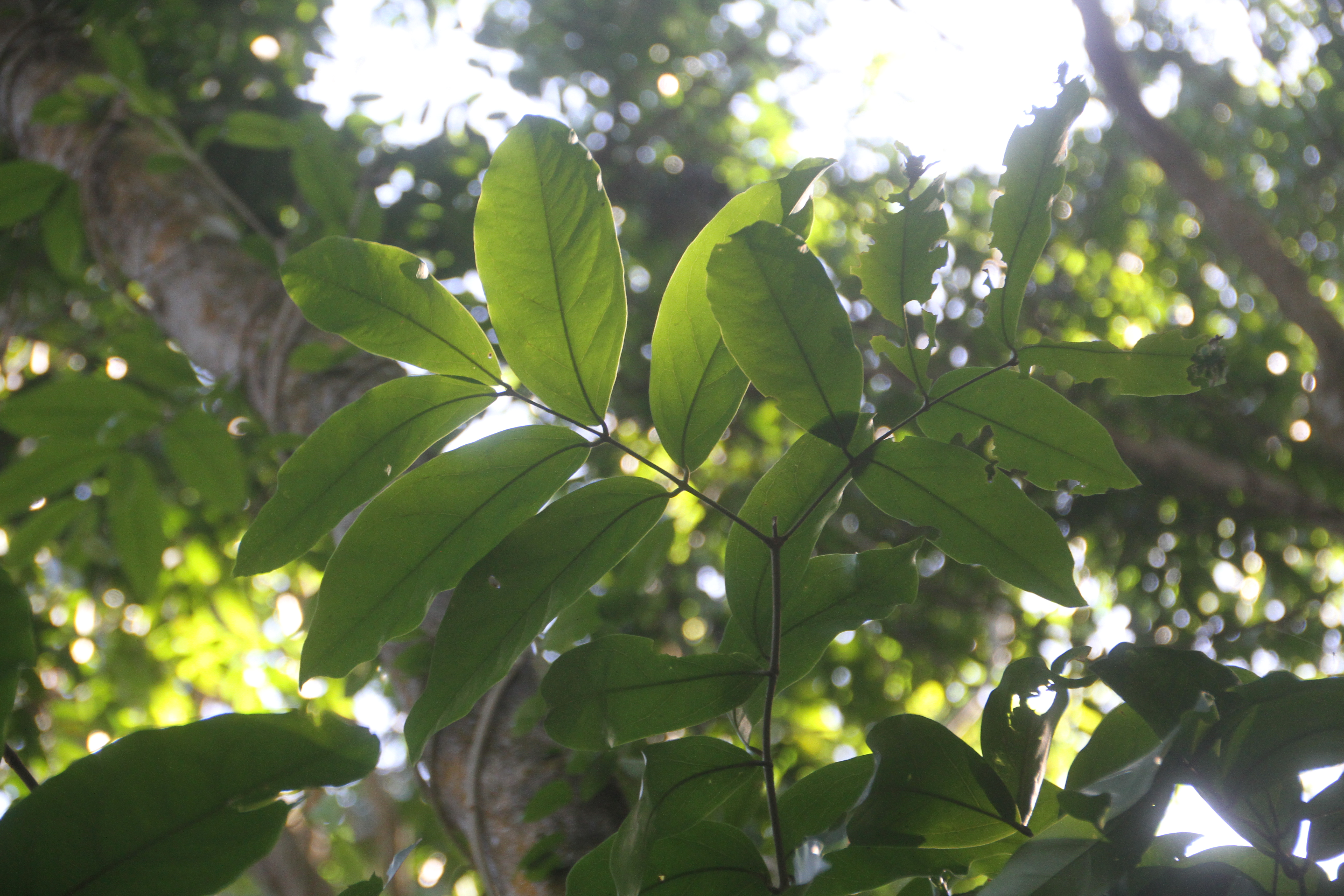
Feuille pennée.

Les feuilles sont alternes, composées de 5 à 9 folioles elliptique, luisantes, de 5 à 17 cm de longueur sur 5-6 cm de large.
Les fleurs sont petites (10 à 15 mm) jaunâtres marbrées de brun-rouge, regroupées en panicules lâches de 5 à 20 cm de long. Le calice de 5 mm est à 5 dents courtes. Une corolle de 1,25 cm de long, qui entoure 10 étamines, unies en un tube.
Le fruit est une gousse suborbiculaire, plate et indéhiscente, semblable à une médaille (d'où son nom de mangle-médaille en Guadeloupe). Elle est uniséminée, brièvement pédonculée, ailée d'un côté, et d'un diamètre de 3 à 5 cm.

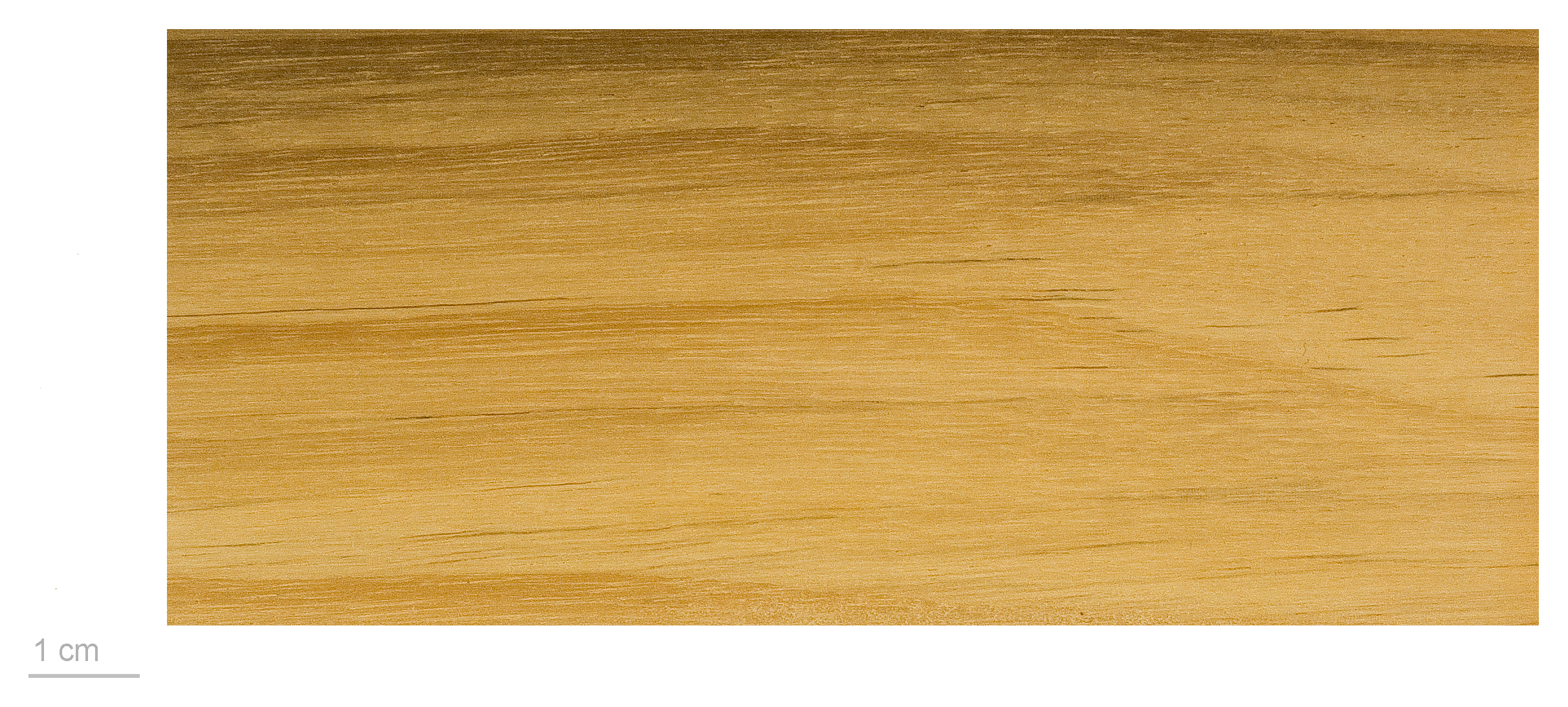
Pterocarpus officinalis au Muséum de Toulouse.

Le bois ne montre pas de différence de coloration entre l'aubier et le duramen. À l'état frais, il est jaune clair alors que sec il a une couleur crème. Sa densité varie de 0,30 à 0,36 g/cm3 et sa rétractabilité au séchage est relativement élevée. Le bois se scie et se travaille facilement, étant tendre, léger et non siliceux. Il n'a aucune résistance vis-à-vis des insectes xylophages et des champignons de pourriture.
Le rythme de la reproduction sexuée paraît être gouverné par le régime pluviométrique. En Guadeloupe, la floraison est mentionnée en fin de saison des pluies, de fin août à mi-novembre. La survie des semis naturels est influencée par le régime hydrique et la microtopographie. La graine hydrochore peut germer alors que le fruit flotte sur l’eau, mais l’enracinement ne peut se réaliser si la profondeur d’eau dépasse 3 ou 4 cm. La phase d'enracinement des plantules requiert une humidité suffisante, une faible salinité et des conditions d’éclairement faibles. Les monticules naturels à la base des arbres favorisent l'implantation des plantules et sont entretenus par l’accumulation de litière.

## Distribution
Pterocarpus officinalis est présent
- au Mexique,
- en Amérique centrale (Honduras, Costa Rica, Panama),
- au nord de l'Amérique du Sud (Colombie, Venezuela, Équateur, Guyane, Suriname, estuaire de l'Amazone, Brésil)
- aux Antilles (Jamaïque, Hispaniola, Porto Rico, Guadeloupe, Martinique, La Dominique, etc.)

Il a été introduit à Cuba et en Floride. Sa plantation à Cuba a été faite dans le but de fournir du sangre de drago.
Il est commun en Guadeloupe et très rare à la Martinique.
Il croît principalement dans les zones côtières, dans des forêts noyées où la salinité est très variable, parce que les eaux de rivières qui se jettent dans la mer y rencontre les eaux salées soumises aux marées. On le trouve aussi parfois dans des zones intérieures humides. En Guyane, le sang-dragon pousse le long des rivières à 60 km des côtes.

## Adaptations morphologiques et physiologiques

### Adaptations au déficit en oxygène et à l'instabilité du substrat
L'échange des gaz entre l'atmosphère et la partie inondée du système racinaire s'effectue grâce aux lenticelles situées à la surface des contreforts et par l'intermédiaire de tissus lacuneux spécialisés, les aérenchymes qui assurent la circulation des gaz (CO2, O2, N2). Les larges contreforts qui caractérisent P. officinalis fournissent une importante surface d'échange avec l'air.
Dans le sol, l'oxygène n'est disponible qu'en surface (zone de contact à l'air) à cause de la saturation du sol en eau. Le caractère superficiel du système racinaire de P. officinalis apparaît donc comme une adaptation à l'hypoxie permettant de maximiser l'aération des tissus racinaires mais aussi l'absorption des minéraux, puisque les éléments nutritifs utilisables par les plantes, issus de la dégradation de la litière par les micro-organismes aérobies, sont plus abondants en surface.
Les contreforts permettent d'augmenter la stabilité des arbres particulièrement dans les sols marécageux. En ce qui concerne P. officinalis, aucune relation entre direction du vent dominant et disposition des contreforts n'a été mise en évidence. Une corrélation entre longueur du contrefort et rayon de la couronne a en revanche été démontrée.

### Adaptation à la salinité et à la carence en éléments nutritifs des sols
P. officinalis n'est pas à proprement parler, un arbre des milieux salés (contrairement aux arbres de mangrove se développant en zone littorale), mais cette espèce tolère jusqu'à 12 g/l de sel dans le sol. Le caractère superficiel du système racinaire est interprété comme une stratégie potentielle d'évitement d'un stress salin violent que l'arbre pourrait subir en profondeur.
Des nodosités sphériques, à croissance déterminée, sont observés en abondance à la base des contreforts des gros arbres et sur les racines fines non immergées. Le taux de nodulation des racines semble corrélé avec la combinaison de conditions hypoxiques minimales et la prolifération des racines fines non subérisées. La fixation symbiotique de l'azote chez P. officinalis en conditions naturelles a été montrée par le test ARA (Acetylene reduction assay), et la présence de bacteroides dans les cellules de la partie centrale des nodosités a été confirmée par observation microscopique.
La quantité d'azote fixée (estimation : 0,8 mmole éthylène /h/arbre) constitue un apport important qui peut être considéré comme un facteur d'adaptation supplémentaire de P. officinalis à son milieu, expliquant sa dominance dans la strate arborée des marais tropicaux des Antilles. Les espèces réalisant une fixation symbiotique seraient favorisées en milieu inondé.

## Utilisations

### Le bois
Le bois de P. officinalis, blanchâtre, tendre et léger, n'a ni la résistance, ni la valeur commerciale des certaines espèces du même genre comme P. dalbergioides, P. indicus ou P. soyauxii, par exemple.
En Guadeloupe, de Montaignac suggère de l’utiliser en caisserie ou en bois de déroulage. Dans cette île, la forêt à P. officinalis a été exploitée pour alimenter les distilleries de rhum en bois de chauffage jusqu'au milieu du XXe siècle. A Porto Rico, cette espèce est utilisée comme bois de feu, en particulier dans les fours à chaux.
En Guyane, il ne faut pas confondre cette espèce appelée "moutouchi-marécage" avec les "moutouchi-montagne" (Paramachaerium ormosioides et Paramachaerium schomburgkii) que les menuisiers Saramaka utilisent pour leurs qualités esthétiques recherchées.

### La gomme sang-dragon
La gomme de P. officinalis obtenue en incisant le tronc de l'arbre fut rapportée à une matière médicale de la pharmacopée traditionnelle européenne (remontant à Dioscoride au Ier siècle), le sang-dragon, en raison de sa couleur rouge sang. On lui attribuait les propriétés du sang-dragon traditionnel (tiré  des résines de Dracaena) : à savoir des activités  hémostatiques et astringentes. Elle était autrefois exportée sous le nom de Sangre de drago du Guatemala, du Nicaragua, de Colombie et de Porto-Rico vers l'Espagne.
Mais Jacquin (1727-1815) indique que bien qu'elle fût exportée en grande quantité de Carthagène vers l'Espagne, quand lui-même était sur place, c'est-à-dire en 1754-59, le commerce avait déjà presque cessé.
Cette gomme était aussi connue en France mais moins estimée que le sang-dragon tiré des dragonniers des Canaries (Dracaena draco), de l'île de Socotra (Dracaena cinnabari) ou du palmier sang-dragon (Daemonorops draco) des Indes orientales néerlandaises. Ce sang-dragon américain est en morceaux cylindriques, comprimés, d'une trentaine de centimètres de long, et de 3 cm d'épais, souvent altérés par des corps étrangers, et jamais entourés de feuilles de Monocotylédones. En 1875, Héraud indique qu'on ne le trouve plus dans le commerce.